# Saint-Paul (Hautes-Pyrénées)
Saint-Paul (gaskognisch: Sent Pau de Nestés) ist eine französische Gemeinde mit 322 Einwohnern (Stand: 1. Januar 2022) im Département Hautes-Pyrénées in der Region Okzitanien; sie gehört zum Arrondissement Bagnères-de-Bigorre und zum Kanton La Vallée de la Barousse. Die Einwohner werden Saint-Paulais/Saint-Paulaises genannt.

## Geografie
Die Gemeinde Saint-Paul liegt elf Kilometer ostsüdöstlich der Stadt Lannemezan an der Grenze zum Département Haute-Garonne. Die Gemeinde besteht aus mehreren Weilern sowie zahlreichen Streusiedlungen. Die Neste durchquert in östlicher Richtung den Süden der Gemeinde und bildet streckenweise die südliche Gemeindegrenze. Die Autoroute A64 durchquert den Norden der Gemeinde.
Umgeben wird Saint-Paul von den Nachbargemeinden Cuguron (im Département Haute-Garonne) im Norden und Nordosten, Mazères-de-Neste im Osten und Südosten, Aventignan im Süden, Montégut im Südwesten sowie Saint-Laurent-de-Neste im Westen.

## Geschichte
Der Ort tauchte erstmals um das Jahr 1125 indirekt als Ar. Galabru de Sancto Paulo in einem Kopialbuch der Bigorre auf. Im Mittelalter lag der Ort innerhalb der Region Rivière-Verdun, die ein Teil der Provinz Gascogne war. Die Gemeinde gehörte von 1793 bis 1801 zum District La Barthe. Zudem lag Saint-Paul von 1793 bis 2015 im Kanton Saint-Laurent-de-Neste. Die Gemeinde ist seit 1801 dem Arrondissement Bagnères-de-Bigorre zugeteilt.

## Bevölkerungsentwicklung
| Jahr                       | 1962 | 1968 | 1975 | 1982 | 1990 | 1999 | 2006 | 2014 | 2020 |
| Einwohner                  | 196  | 197  | 202  | 223  | 234  | 232  | 257  | 315  | 319  |
| Quellen: Cassini und INSEE |      |      |      |      |      |      |      |      |      |

## Sehenswürdigkeiten
- viereckiger Donjon aus dem 13. Jahrhundert

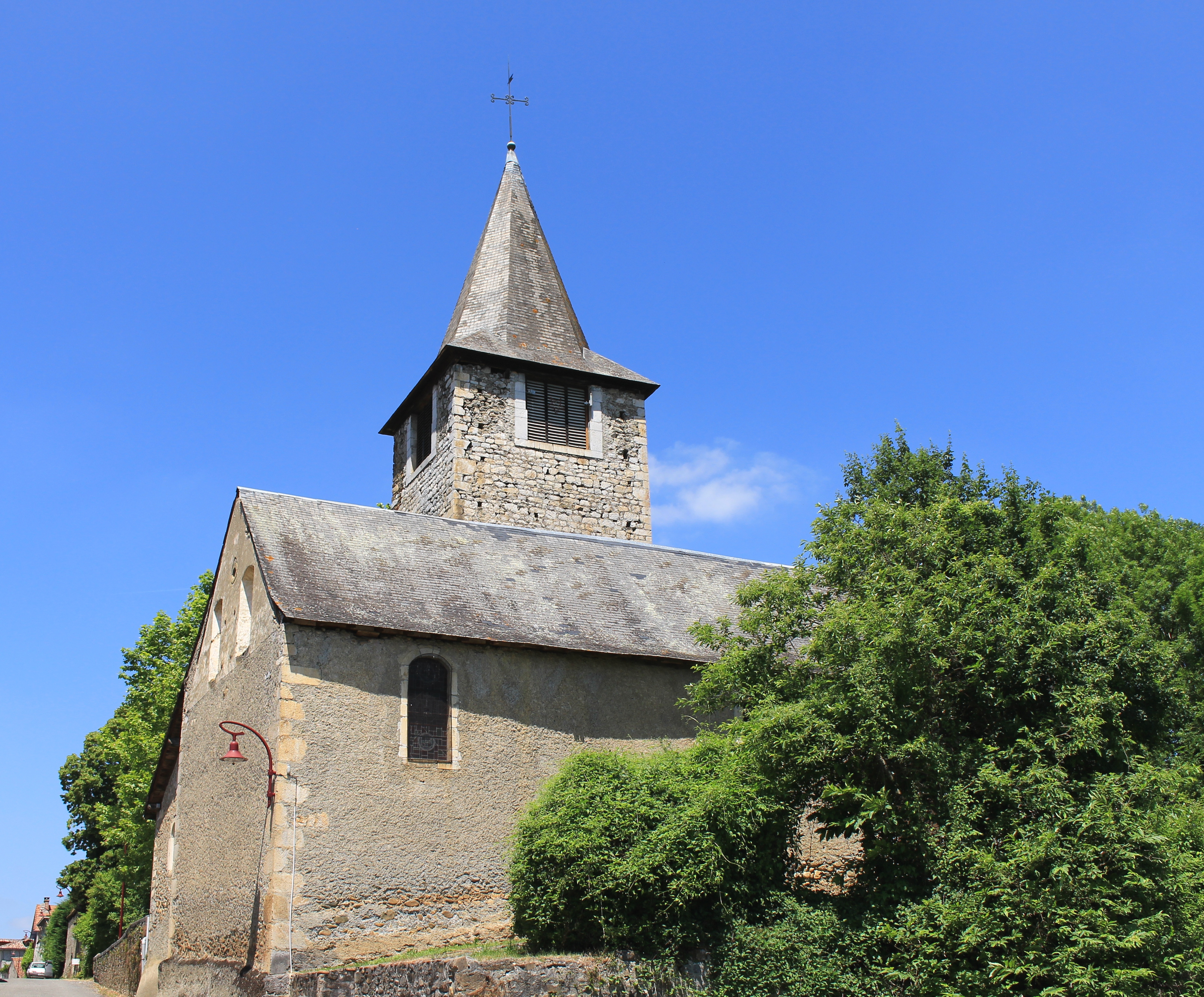
Kirche Saint-Michel
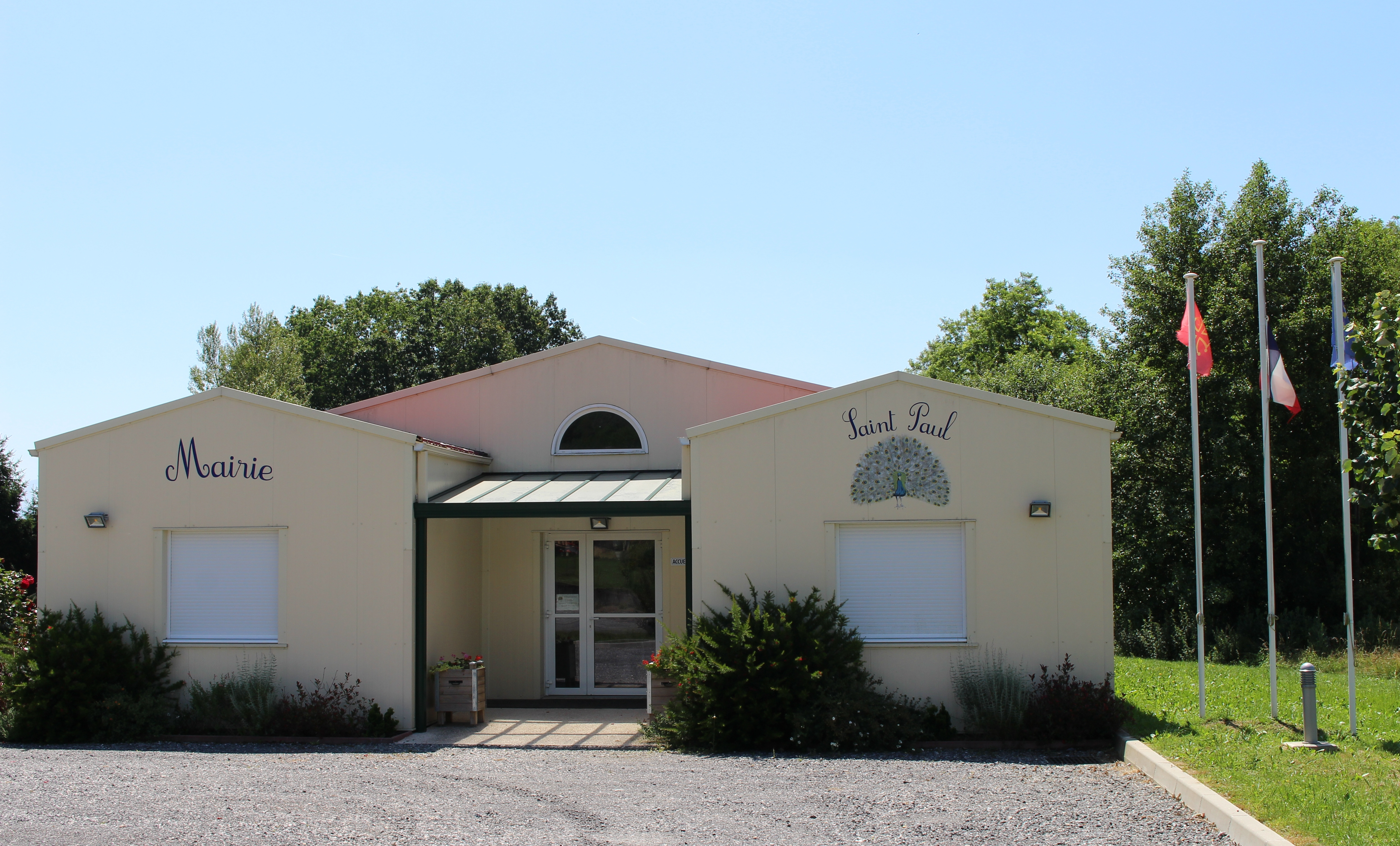
Mairie (Rathaus) von Saint-Paul
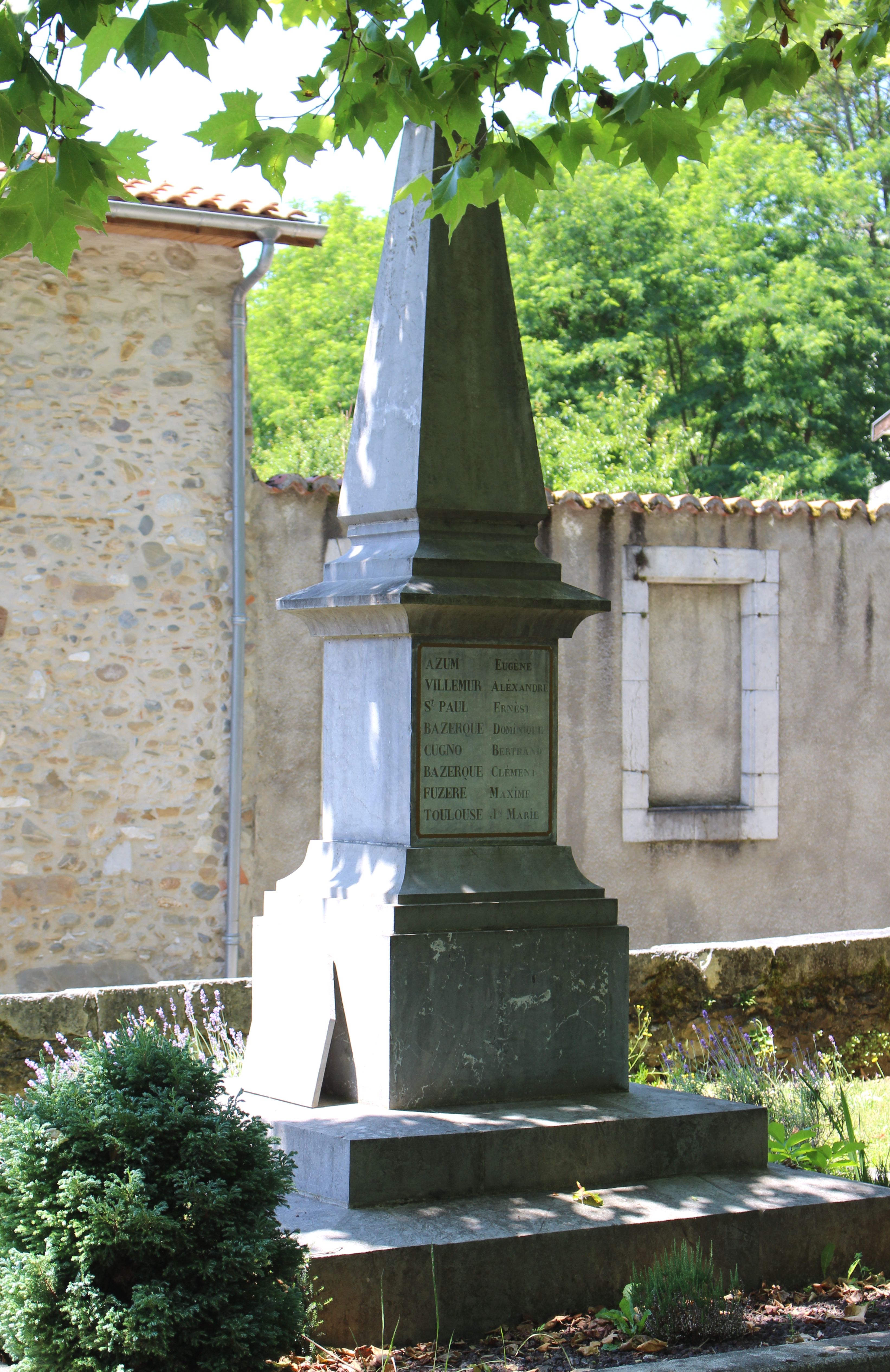
Denkmal für die Gefallenen
- Wegkreuz in Cap de la Vielle

- Kirche Saint-Michel
- Mairie (Rathaus) von Saint-Paul
- Denkmal für die Gefallenen